# Bland skurkar, helgon och vanligt folk
Bland skurkar, helgon och vanligt folk är ett livealbum inspelat under en gemensam sommarturné 1999, med samma namn, genomförd av Stefan Sundström, Lars Winnerbäck, Johan Johansson, Karin Renberg och Kjell Höglund. Albumet utgavs av skivbolaget Birdnest Records.
Med Winnerbäck utbytt mot Carl-Einar Häckner gjorde sällskapet även en gemensam vårturné 2000 och ett par sommarkonserter.

## Låtlista
1. Bland helgon, skurkar och vanligt folk (huvudsångare Kjell Höglund)
2. Gråa dagar (Lars Winnerbäck)
3. Polsk zchlager (Johan Johansson)
4. Marguerite (Karin Renberg)
5. Skakad (Karin Renberg)
6. Nån har slagit upp ett hål (Stefan Sundström)
7. Holländsk genever (Kjell Höglund)
8. Tango i pampars land (Johan Johansson)
9. Augustin (Stefan Sundström)
10. Sabina gör en konst utav att gå (Stefan Sundström)
11. Kom (Lars Winnerbäck)
12. Va?! (Johan Johansson)
13. Fri sprit och taxi hem (Stefan Sundström)
14. Solen i ögonen (Lars Winnerbäck)
15. Jag hör hur dom ligger med varandra i våningen ovanför (Kjell Höglund)
16. Med bussen från stan (Lars Winnerbäck)